# Emelie Fast
Emelie Fast (* 20. Februar 2004 in Solna) ist eine schwedische Schwimmerin.

## Karriere
Den ersten Erfolg feierte Fast 2017, als sie zweimal Bronze an den Schwedischen Kurzbahnmeisterschaften gewann.
2019 nahm Fast zum ersten Mal an den Kurzbahneuropameisterschaften teil. Sie hatte sich bereits zuvor für die Teilnahme qualifiziert, war damals aber noch zu jung für die Teilnahme.
Fast qualifizierte sich für die Olympischen Sommerspiele 2020, verfehlte dort jedoch das Podest. Im selben Jahr gewann sie Silber an den Kurzbahneuropameisterschaften.